# Grewia flavicans
Grewia flavicans är en malvaväxtart som beskrevs av Boiv. och Henri Ernest Baillon. Grewia flavicans ingår i släktet Grewia och familjen malvaväxter. Utöver nominatformen finns också underarten G. f. boinensis.